# Фосфат европия(II)
Фосфат европия(II) — неорганическое соединение, 
соль европия и фосфорной кислоты с формулой Eu3(PO4)2,
светло-зелёные кристаллы.

## Получение
- Восстановление водородом смеси оксида европия(III) и фосфата европия(III):

{\displaystyle {\mathsf {Eu_{2}O_{3}+4EuPO_{4}+3H_{2}\ {\xrightarrow {1100-1150^{o}C}}\ 2Eu_{3}(PO_{4})_{2}+3H_{2}O}}}
- Восстановление европием фосфата европия(III):

{\displaystyle {\mathsf {Eu+2EuPO_{4}\ {\xrightarrow {T}}\ Eu_{3}(PO_{4})_{2}}}}

## Физические свойства
Фосфат европия(II) образует светло-зелёные кристаллы
тригональной сингонии,
пространственная группа P 63/m,
параметры ячейки a = 0,5393 нм, c = 1,9838 нм.